# Characoma multilinea
Characoma multilinea är en fjärilsart som beskrevs av George Thomas Bethune-Baker 1906. Characoma multilinea ingår i släktet Characoma och familjen trågspinnare. Inga underarter finns listade i Catalogue of Life.